# VCMG
VCMG es un dúo británico de techno, conformado por los músicos Vince Clarke (fundador de Depeche Mode, Yazoo y desde hace más de 30 años en Erasure) y Martin Gore (fundador y miembro actual de Depeche Mode).

## Historia
Tras compartir amigos y escenario, en 1980 se juntaron Vince Clarke, Martin Gore y Andrew Fletcher para formar la banda Composition of Sound. Ese mismo año, descubren en un bar a un por entonces ignoto cantante, Dave Gahan y le proponen incorporarlo a la banda. Con el ingreso del vocalista, la banda cambia de nombre para llamarse desde entonces Depeche Mode. Vince Clarke fue el autor principal de Speak & Spell, el primer álbum de Depeche Mode, pero tras la segunda gira -la primera tras la presentación del álbum-, dejó la banda.
Desde ese momento, Martin Gore se transformó en el compositor de la banda. Vince Clarke, en cambio formó el exitoso pero efímero dueto Yazoo y tras un par de proyectos fallidos formaría el dúo Erasure, banda muy exitosa que aún hoy integra.
Tras más de 30 años de haber dejado de tocar juntos, Clarke y Gore se reencontraron musicalmente con el álbum Ssss, publicado en 2012, aunque en realidad lo realizaron vía correo electrónico, sin estar nunca juntos en un estudio. Este álbum fue precedido por los sencillos EP1 / Spock (2011) y EP2 / Single Blip (2012).

## Discografía

### Álbumes
- Ssss (2012)

### Sencillos y EP
- EP1 / Spock (2011, EP/sencillo)
- EP2 / Single Blip (2012, EP/sencillo)
- EP3 / Aftermaths (2012, EP/sencillo)